# Miss Monde 1968
Miss Monde 1968, est la 18e élection de Miss Monde, qui s'est déroulée au Lyceum Theatre de Londres, au Royaume-Uni, le 17 novembre 1968.
53 pays et territoires ont participé à l'élection. Cette élection marque la première participation de la Thaïlande participe au concours.
L'élection a été présenté pour la 8e année consécutive par Michael Aspel. C'est la 18e fois que cette élection se tient au Royaume-Uni dans la même ville, Londres.
La gagnante est l'australienne Penelope Plummer succédant à la péruvienne, Madeline Hartog-Bel, Miss Monde 1967, et devenant ainsi la première australienne de l'histoire à remporter le titre de Miss Monde, 13 ans après sa première participation au concours en 1955.

## Résultats
| Résultat Final  | Candidates |
| --------------- | --- |
| Miss Monde 1968 | - Australie - Penelope Plummer |
| 1re dauphine    | - Royaume-Uni - Kathleen Winstanley |
| 2e dauphine     | - Israël - Miri Zamir |
| 3e dauphine     | - Colombie - Beatriz Sierra González |
| 4e dauphine     | - Philippines - Arene Cecilia Amabuyok |
| Top 7           | - Guyana - Adrienne Harris - Nicaragua - Margine Davidson Morales |
| Top 15          | - Allemagne - Margot Schmalzriedt - Argentine - Viviana Roldán - Autriche - Brigitte Krüger - France - Nelly Gallerne - Irlande - June MacMahon - Suède - Gunilla Friden - Thaïlande - Pinnarut Tananchai - Yougoslavie - Ivona Puhlera |

## Candidates

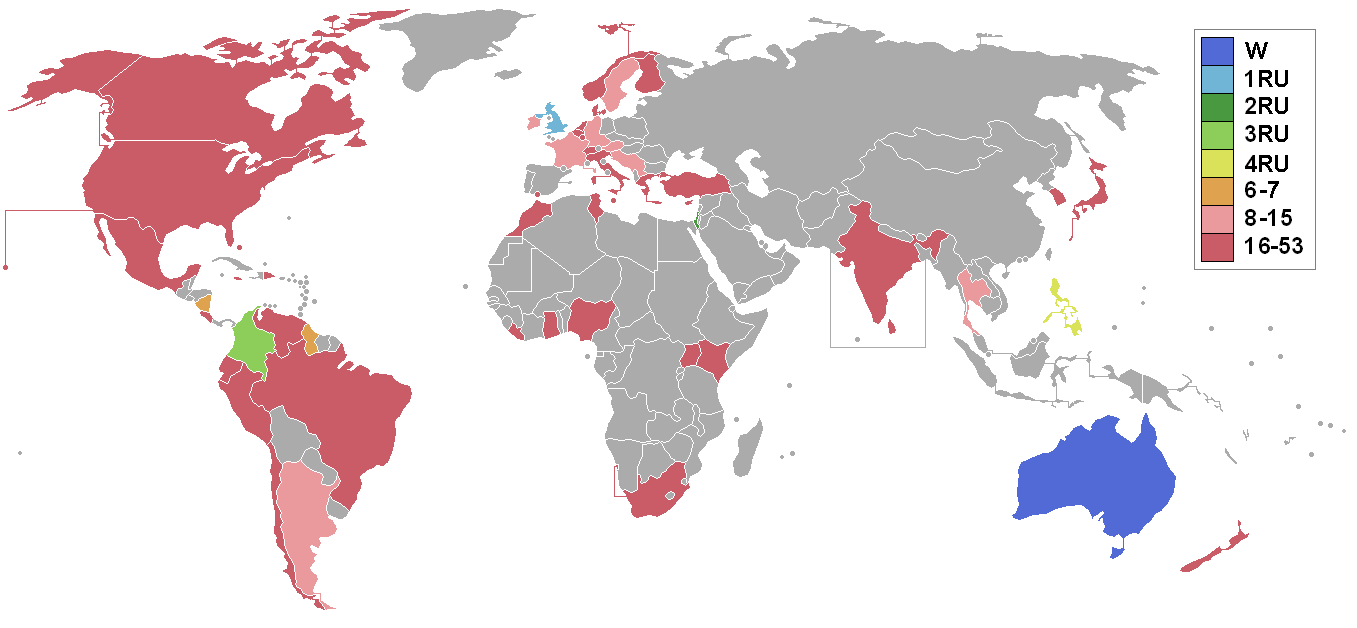
Pays représentés au concours de Miss Monde 1968 :
Miss Monde 1968
1re dauphine
2e dauphine
3e dauphine
4e dauphine
Top 7 (de la 6e à la 7e place)
Top 15 (de la 8e à la 15e place)
De la 16e à la 53e place
Pays n'ayant pas participé

- Afrique du Sud - Mitsianna Stander †
- Allemagne - Margot Schmalzriedt
- Argentine - Viviana Roldán
- Australie - Penelope Plummer
- Autriche - Brigitte Krüger
- Bahamas - Rose Helena Dauchot
- Belgique - Sonja Doumen
- Brésil - Angela Carmelia Stecca
- Canada - Nancy Wilson
- Ceylan - Nilanthie Wijesinghe
- Chili - Carmen Smith
- Colombie - Beatriz Sierra González
- Corée - Lee Ji-eun
- Costa Rica - Patricia Diers
- Chypre - Diana Dimitropoulou
- Danemark - Yet Schaufuss
- Équateur - Marcia Virginia Ramos Christiansen
- États-Unis - Johnine Leigh Avery
- Finlande - Leena Sipilä
- France - Nelly Gallerne
- Ghana - Lovell Rosebud Wordie
- Gibraltar - Sandra Sanguinetti
- Grèce - Lia Malta
- Guyana - Adrienne Harris
- Pays-Bas - Alida Grootenboer
- Inde - Jane Coelho
- Irlande - June MacMahon
- Israël - Miri Zamir
- Italie - Maria Pia Gianporcaro
- Jamaïque - Karlene Waddell
- Japon - Ryoko Miyoshi
- Kenya - Josephine Moikobu
- Liberia - Wilhelmina Nadieh Brownell
- Luxembourg - Irene Siedler
- Malte - Ursulina Lina Grech
- Maroc - Zakia Chamouch
- Mexique - Ana María Magaña
- Nicaragua - Margine Davidson Morales
- Nigeria - Foluke Ogundipe
- Norvège - Hedda Lie
- Nouvelle-Zélande - Christine Mary Antunovic
- Pérou - Ana Rosa Berninzon Devéscovi
- Philippines - Arene Cecilia Amabuyok
- République dominicaine - Ingrid García
- Royaume-Uni - Kathleen Winstanley
- Suède - Gunilla Friden
- Suisse - Jeanette Biffiger
- Thaïlande - Pinnarut Tananchai
- Tunisie - Zohra Boufaden
- Turquie - Mine Kurkcuoglu
- Ouganda - Joy Lehai
- Venezuela - Cherry Núñez Rodríguez
- Yougoslavie - Ivona Puhlera

## Observations